# Platypalpus yadongensis
Platypalpus yadongensis är en tvåvingeart som beskrevs av Yang 1989. Platypalpus yadongensis ingår i släktet Platypalpus och familjen puckeldansflugor. Inga underarter finns listade i Catalogue of Life.